# Liste der Brücken in Berlin/L

## Erläuterung
- (Musterbrücke) = in Klammern gesetzt:  namenlose Brücken.
- Musterbrücke = kursiv gesetzt: ehemalige Brücken.  (Siehe ausführlich: Aufbau der Listen)

| Fotografie                                 | Name der Brücke                                            | Ortsteil                  | Anmerkungen | Lage   |
| ------------------------------------------ | ---------------------------------------------------------- | ------------------------- | --- | ------ |
|                                            | Landjägerbrücke                                            | Köpenick                  | Die Landjägerbrücke verbindet den Alten Markt über den Kietzer Graben mit der Landjägerstraße. Sie ist etwa 18 m lang und 12 m breit. Beiderseits besitzt sie schmale Fußwege. | Karten |
|                                            | Landoltwegbrücke                                           | Dahlem                    | Die Landoltwegbrücke ist eine Fußgängerbrücke über die im Einschnitt verlaufende Trasse der U-Bahn-Linie U3, die eine Verbindung zwischen den Straßen Landoltweg und Im Schwarzen Grund herstellt. Von der Brücke besteht ein Zugang zum U-Bahnhof Thielplatz. | Karten |
|                                            | Landsberger-Allee-Brücke                                   | Prenzlauer Berg           | Die Landsberger-Allee-Brücke ist eine mehrteilige Stahlbeton-Straßenbrücke, die die Berliner Ringbahn (S-Bahn- und Fernbahngleise) überquert. Sie liegt im Ortsteil Prenzlauer Berg und verbindet über die Landsberger Allee die Bezirke Lichtenberg und Friedrichshain-Kreuzberg. Östlich vorgelagert befindet sich eine Stahlträgerbrücke als direkte Fußgänger-Verbindung zum S-Bahnhof Landsberger Allee. | Karten |
|                                            | (Landwehrkanal, Görlitzer Park, ehemals Eisenbahnbrücke)   | Kreuzberg und Alt-Treptow | Die namenlose ehemalige Eisenbahnbrücke führt über das Görlitzer Ufer und den Landwehrkanal. Die langgestreckte Stahlkonstruktion verbindet heute als Fuß- und Radweg den Görlitzer Park mit einem Grünzug, der auf der ehemaligen Bahntrasse parallel zur Kiefholzstraße bis zur Ringbahn angelegt wurde. Bis 1951 diente die kurz vor dem ehemaligen Görlitzer Bahnhof gelegene Brücke der Berlin-Görlitzer Eisenbahn. Bis 1985 wurde sie von Güterzügen befahren. | Karten |
|                                            | (Landwehrkanal, Unterschleuse Flutgraben, Eisenbahnbrücke) | Tiergarten                | Die namenlose Eisenbahnbrücke führt die Trasse der Berliner Stadtbahn an der Unterschleuse über den Flutgraben des Landwehrkanals. Ihre Fortführung überbrückt die Schleuseninsel und in einer weiteren Brücke den Schleusengraben des Kanals. Die Brücke verlängert zudem die Überführung der Stadtbahn über die Straße des 17. Juni am S-Bahnhof Tiergarten. Einige Meter östlich vorgelagert führt die Untere Schleusenbrücke für Fußgänger über den Flutgraben. | Karten |
|                                            | (Landwehrkanal, Unterer Schleusengraben, Eisenbahnbrücke)  | Tiergarten                | Die namenlose Eisenbahnbrücke bildet die südliche Fortsetzung der vorstehenden Brücke und führt die Trasse der Berliner Stadtbahn von der Schleuseninsel über den Unteren Schleusengraben des Landwehrkanals. Blick von der östlich vorgelagerten Unteren Freiarchenbrücke, einer Fußgänger- und Radfahrbrücke im Großen Tiergarten. | Karten |
|                                            | Lange Brücke                                               | Köpenick                  | Die Lange Brücke ist eine dreifeldrige Ziegelgewölbebrücke aus dem Jahr 1892 über die Dahme. Sie verbindet den Köllnischen Platz mit der Müggelheimer Straße in der Köpenicker Altstadt unmittelbar am Schloss Köpenick. 1933 erfolgte eine Verkehrsanpassung durch Verbreiterung von 10 auf 16 m. 1998 wurde die Brücke grundsaniert und durch eine geänderte Konstruktion auf 17,2 m verbreitert. Seitdem befindet sich neben der historischen Brücke eine Behelfsbrücke aus Stahl, die als Provisorium bis heute (2015) genutzt wird. Die historische steinerne Brücke steht seit 1992 unter Denkmalschutz. | Karten |
|                                            | Langenscheidtbrücke                                        | Schöneberg                | Die stählerne Fachwerkbrücke führt den Straßenzug Monumenten-/Langenscheidtstraße über die Trasse der Wannseebahn. Sie bildet einen Westausgang der von Gleisanlagen umschlossenen Roten Insel. Die Brücke wurde 1898/99 mit 6,0 m hohen Längshauptträgern als Strebenfachwerk erbaut. Durch Kriegseinwirkung und Korrosion zu stark beschädigt, konnte sie nicht mehr instand gesetzt werden und wurde 1987/89 von der Ingenieurgesellschaft Gregull + Spang durch einen Neubau ersetzt, der im äußeren Bild weitestgehend dem historischen Bau gleicht. Der geschweißte Durchlaufträger über drei Felder ist 86,0 m lang, das Stahlgewicht beträgt 462 t. Die Straßenbrücke trägt den Namen von Gustav Langenscheidt, dem Gründer des benachbarten Verlagshauses Langenscheidt. An der Ecke zur Crellestraße befindet sich die Stahlskulptur Bahn-Damm des Bildhauers Georg Seibert, einem Meisterschüler von Hans Uhlmann. Commons | Karten |
|                                            | Lankwitzer Brücke                                          | Mariendorf                | Die Lankwitzer Brücke führt den Straßenzug Kamenzer Damm / Lankwitzer Straße über die Dresdener Bahn. | Karten |
| Die Brücke im Jahr 2009                    | Lankwitz-Mariendorfer Fußgängerbrücke                      | Tempelhof                 | Die Fuß- und Radfahrbrücke überquert den Teltowkanal am Kilometer 21,44 zwischen der Dresdener Bahnbrücke und dem ehemaligen Entladehafen der Berliner GASAG am Südufer des Kanals. Sie führt einen Weg über die Wasserstraße, der vom S-Bahnhof Attilastraße parallel zum Bahndamm durch Kleingartenkolonien bis zur Lankwitzer Straße verläuft. Die Stahlträger der Bogenbrücke sind mit der Inschrift „Königshütte“ gekennzeichnet. Wie die benachbarte Eisenbahnbrücke wurde diese Brücke irrtümlich als Maulbronner Brücke bezeichnet. | Karten |
|                                            | Lessingbrücke                                              | Tiergarten                | Die denkmalgeschützte Lessingbrücke verbindet die Lessingstraße im Hansaviertel in Mitte mit der Stromstraße in Moabit. | Karten |
|                                            | Lichtenberger Brücke                                       | Rummelsburg               | Die Lichtenberger Brücke ist eine achtstreifige Straßenbrücke. Auf ihr überquert die Frankfurter Allee im Zuge der Bundesstraße B1/B5 auf rund 137 Meter Länge einen großen Gleisbereich der Preußischen Ostbahn am Bahnhof Lichtenberg. | Karten |
|                                            | Lichtensteinbrücke                                         | Tiergarten                | Die Lichtensteinbrücke ist eine Fußgänger-Doppelbrücke, bestehend aus zwei getrennten parallelen Überbauten, über dem Landwehrkanal. Der breitere Teil verbindet das Kerngelände des Zoologischen Gartens mit dem Erweiterungsgelände auf dem Ostufer des Kanals. Der andere Teil führt vom Gartenufer in den Großen Tiergarten. Die bogenförmige Fachwerkbrücke ist nach dem Mediziner Martin Hinrich Lichtenstein, dem ersten Direktor des Zoologischen Gartens, benannt. Schon zu Beginn des 20. Jh. gab es die so benannte Brücke, die vom Tiergartenufer/Corneliusstraße zum Gartenufer führte, wie die Darstellung im Berliner Adressbuch von 1920 zeigt. Für die 1985/86 unter Leitung von Ralf Schüler und Ursulina Schüler-Witte neu errichtete Brücke wurden 106 t Stahl verbaut. Drei beziehungsweise fünf durchlaufende Rohrfachwerkträger sind über je drei Feldern aus Stahlrohren mit Zugankern angebracht. Unter der Brücke befindet sich am Nordufer eine Stele zum Gedenken an Rosa Luxemburg. Der öffentliche Teil der Brücke wurde am 24. September 2012 amtlich in „Rosa-Luxemburg-Steg“ benannt.                                                   | Karten |
|                                            | Liebknechtbrücke                                           | Mitte                     | Die Liebknechtbrücke (manchmal auch Karl-Liebknecht-Brücke) ist eine die Spree zwischen dem Berliner Dom und dem Schloßplatz überquerende Brücke. Es ist seit dem Ende des 18. Jahrhunderts bereits das vierte Brückenbauwerk an dieser Stelle. Die Liebknechtbrücke ist ein Bestandteil der Verkehrsmagistrale Karl-Liebknecht-Straße, die im westlichen Bereich in die Straße Unter den Linden übergeht. Die heutige Brücke wurde 1949/1950 auf den Resten der Vorgängerbrücke erbaut. | Karten |
|                                            | Liesenbrücken                                              | Gesundbrunnen             | Die heute als Liesenbrücken bekannten Bahnbrücken kreuzen die Liesenstraße kurz vor der Kreuzung zur Gartenstraße. Der gesamte Komplex steht unter Denkmalschutz. Es handelt sich um Brücken, die die Bahngleise der bereits seit 1843 existierenden Stettiner Bahn über die Straßen führen sollten. Erbaut wurden die Brücken 1890 bis 1896 von B. Hildebrandt und Bathmann, um die bis dahin auf einer Ebene mit den Straßen liegenden und sie so direkt kreuzenden Gleise höher zu legen und damit den Verkehr unterhalb der Gleise zu ermöglichen. Die beiden westlichen eingleisigen Brücken wurden 1956–57 durch eine einfache Überführung auf Stützen ersetzt. | Karten |
|                                            | Lietzenseebrücke                                           | Charlottenburg            | Die 1904 nach Plänen des Architekten Rudolf Walter aus Buntsandstein erbaute Brücke führt die Neue Kantstraße über den Lietzensee. Die Brücke ist ein Baudenkmal. | Karten |
|                                            | (Lilli-Palmer-Promenade-Brücken)                           | Haselhorst                | Im Zuge der nach der Schauspielerin Lilli Palmer benannten Promenade im Ortsteil Haselhorst führt eine Fußgängerbrücke über den östlichen Abzugsgraben. Etwa 300 m westlich im Krienicke Park liegt eine weitere Fußgängerbrücke. | Karten |
|                                            | Lindenberger-Weg-Brücke                                    | Blankenburg               | Die Lindenberger-Weg-Brücke ist eine Fußgänger- und Radfahrer-Brücke über den Berliner Außenring. | Karten |
|                                            | Lindenhofbrücke                                            | Französisch Buchholz      | Sie führt die Schönerlinder Straße (Teil der Bundesstraße 109) in der Nähe der Kleingartenanlage Lindenhof über Bahngleisanlagen. Sie ist etwa 65 Meter lang und 13,70 Meter breit und trägt zwei Fahrspuren. Auf Grund ihres schlechten Zustandes musste sie im Jahr 2012 für Schwerlastverkehr über 12 Tonnen gesperrt werden. Es erfolgte an gleicher Stelle ein Ersatzneubau. | Karten |
| Lindensteg                                 | Lindensteg                                                 | Spandau                   | Dies ist eine einfache Balkenbrücke für Fußgänger im Bereich der Grünanlage am westlichen Havelufer nahe dem Lindenufer, sie überspannt den mittelalterlichen Mühlengraben. Sie ist etwa 12,5 m lang und 2,5 m breit. | Karten |
|                                            | Löffelbrücke                                               | Pankow                    | Die Löffelbrücke führt die Pasewalker Straße inklusive separater Straßenbahntrasse über die Panke. Der Name entstand als den Buchholzer Besuchern in Pankow nachgesagt wurde, dass sie die Kaffeelöffel in den Gaststätten an der Panke stehlen. Die Mitte der 1920er Jahre erbaute Brücke wurde nach 90 Jahren 2017 bis 2020 erneuert. | Karten |
|                                            | Loerkesteig                                                | Hermsdorf                 | Die Fußgängerbrücke Loerkesteig führt zwischen dem Bahnhof Berlin-Frohnau und dem Bahnhof Berlin-Hermsdorf über die Berliner Nordbahn. Sie ist nach dem deutschen Dichter Oskar Loerke benannt. | Karten |
|                                            | Lohmühlenbrücke                                            | Neukölln                  | Die Lohmühlenbrücke ist eine Straßenbrücke über den Neuköllner Schiffahrtskanal zwischen dem Lohmühlenplatz und dem Maybachufer. Sie verbindet Neukölln mit Alt-Treptow. Nördlich der Brücke fließt der Schiffahrtskanal in den Landwehrkanal. Die Bogenbrücke aus dem Jahr 1920/21, erneuert 1988/89, trägt wie die Lohmühleninsel den Namen der ehemals benachbarten Lohmühlen. Wasserseitig zeigt ein steinernes Ornament die drei Bestandteile des Neuköllner Wappens: Johanniterkreuz, Märkischer Adler, Hussitenkelch. Der Lohmühlenplatz an der Nordostseite der Brücke gehörte bis 1988 zu Treptow (Ost-Berlin) und war ab 1961 durch Grenzanlagen versperrt. Ein Durchgang zur Harzer Straße oder zum Kiehlufer war nicht möglich. Als Notlösung für Fußgänger wurde unmittelbar angrenzend der Kiehlsteg gebaut. Durch Gebietsaustausch kam 1988 der Lohmühlenplatz an Neukölln, und die Lohmühlenbrücke wurde saniert. | Karten |
|                                            | Louis-Lewin-Brücke                                         | Hellersdorf               | Die Louis-Lewin-Brücke führt die Louis-Lewin-Straße über die im Einschnitt verlaufende Trasse der U-Bahn-Linie U5. Von der Brücke besteht ein Zugang zum U-Bahnhof Louis-Lewin-Straße. Sie ist etwas mehr als 70 m lang, 20 m breit und besitzt beiderseits Fuß- und Radwege. | Karten |
| Löwenbrücke, ca. 1885                      | Löwenbrücke                                                | Tiergarten                | Die Löwenbrücke war eine 17,3 m lange und rund 2 m breite Fußgängerbrücke im Großen Tiergarten. Die denkmalgeschützte Parkbrücke lag im südwestlichen Teil des Tiergartens in der Nähe des Neuen Sees und führte über einen Wasserlauf. Sie wurde 1838 nach Entwürfen von Ludwig Ferdinand Hesse und Christian Friedrich Tieck als Nachbau der Sankt Petersburger Löwenbrücke geschaffen und war die erste Hängebrücke Berlins. Die filigrane Konstruktion aus Holz ist in zwei Stahlbänder eingehängt, die vier gusseiserne, auf hohen Steinsockeln sitzende Löwen in ihren Mäulern halten. Die Tierfiguren wurden nach einem Entwurf eines Schülers von Christian Daniel Rauch bei August Borsig am Oranienburger Tor gegossen. Die Baukosten lagen 1838 bei 2578 Reichstalern und 21 Silbergroschen. Bis auf die Löwen wurde das Bauwerk im Zweiten Weltkrieg zerstört. Bei ihrer Wiederherstellung 1958 wurde die Brücke weitgehend originalgetreu rekonstruiert. 2008 wurde sie wegen Baufälligkeit gesperrt und 2014 bis auf die Löwen entfernt. Planungen für einen Ersatzbau wurden wegen Personalmangels unbefristet zurückgestellt. Weitere Bilder bei Commons | Karten |
|                                            | Lübarser Brücke                                            | Blankenfelde              | Die Lübarser Brücke führt den Straßenzug Schildower Weg / Lübarser Weg über die Niederbarnimer Eisenbahn. | Karten |
| Die Brücke im Oktober 2013, vom Wasser aus | Ludwig-Hoffmann-Brücke                                     | Moabit                    | Die Ludwig-Hoffmann-Brücke führt die Beusselstraße über den Westhafenkanal. Ein erstes Brückenbauwerk entstand im Jahr 1939, das nach Beschädigungen im Zweiten Weltkrieg 1953 repariert wurde. Bei der Wiedereinweihung erhielt sie den Namen des Architekten Ludwig Hoffmann. Infolge des wachsenden Schiffsgüterverkehrs mussten der Westhafenkanal und seine Brücken zu Beginn des 21. Jahrhunderts baulich angepasst werden. Deshalb wurde die Brücke zwischen 2008 und 2010 total unter Verwendung der Widerlager neu gebaut. Die Maßnahme war ein Teil des Verkehrsprojekts Deutsche Einheit Nr. 17 und kostete aus diesem Fonds rund 6 Mio. Euro. Die Brücke ist 34,24 Meter breit, hat eine Stützweite von 49 Metern und eine Bauhöhe von 2,20 Meter. | Karten |
|                                            | Lützowbrücke                                               | Tiergarten                | siehe Hiroshimasteg |        |
|                                            | Lutherbrücke                                               | Moabit                    | Die Lutherbrücke ist eine denkmalgeschützte steinerne Auto-, Rad- und Fußgängerbrücke im Bezirk Mitte und verbindet den Spreeweg mit der Paulstraße im Ortsteil Moabit. Die 1891 bis 1892 errichtete Brücke liegt in unmittelbarer Nähe von Schloss Bellevue und dem Park auf dem Bundespräsidenten-Dreieck. | Karten |